# Матросский бульвар
Матросский бульвар — первый бульвар Севастополя расположен в историческом центре города возле площади Нахимова на северной части Центрального (Городского) холма. Разбит в 1830-е годы, когда здесь был заложен памятник А. И. Казарскому и морякам брига «Меркурий».

## История
На месте бульвара у подножия Центрального городского холма сперва находился печально известный «Хребет беззакония» — место нищеты и порока. Закладка бульвара стала реконструкцией этого района города. Первоначально бульвар назывался Малым (в отличие от Великого, теперь Исторического). К началу первой обороны города здесь часто играл духовой военный оркестр, гуляло много народа. У южного входа был павильон, построенный в псевдомавританском стиле. Предположительно автором проекта павильона являлся архитектор А. Н. Брюллов, который проектировал здание Общего собрания флагманов и капитанов. Оно было построено в классическом стиле в 1847 году. Находилось на месте мемориальной стены в память героической обороны Севастополя 1941—1942 годов.
Во время Крымской войны в здании размещался Главный перевязочный пункт, в котором работал Н. И. Пирогов. В последние дни обороны города он был разрушен, а в 1887 году на его месте построили новое здание Морского собрания, которое сильно пострадало в годы Великой Отечественной войны и было разобрано.
Во второй половине XIX века бульвар стал называться Мичманским. В это время вход на бульвар со стороны Морской улицы (сейчас проспект Нахимова) был обозначен чугунными воротами и каменными тумбами со статуями лежачих львов из белого мрамора.
В 1921 году бульвар переименован в Бульвар военморов, в 1928 году — в Краснофлотский, после Великой Отечественной войны его стали называть Матросским, хотя официальное наименование было — бульвар Дома офицеров Черноморского Флота.
В 1989 году проведена реконструкция лестницы, ведущей на бульвар, по проекту заслуженного архитектора Украины И. И. Медникова. Распад СССР привел к постепенной потере значения бульвара. Некоторое время на нем находился радиорынок, постепенно закрылись все увеселительные заведения. В 2007 году началась новая реконструкция бульвара, которая завершилась к празднованию 225-летия города.

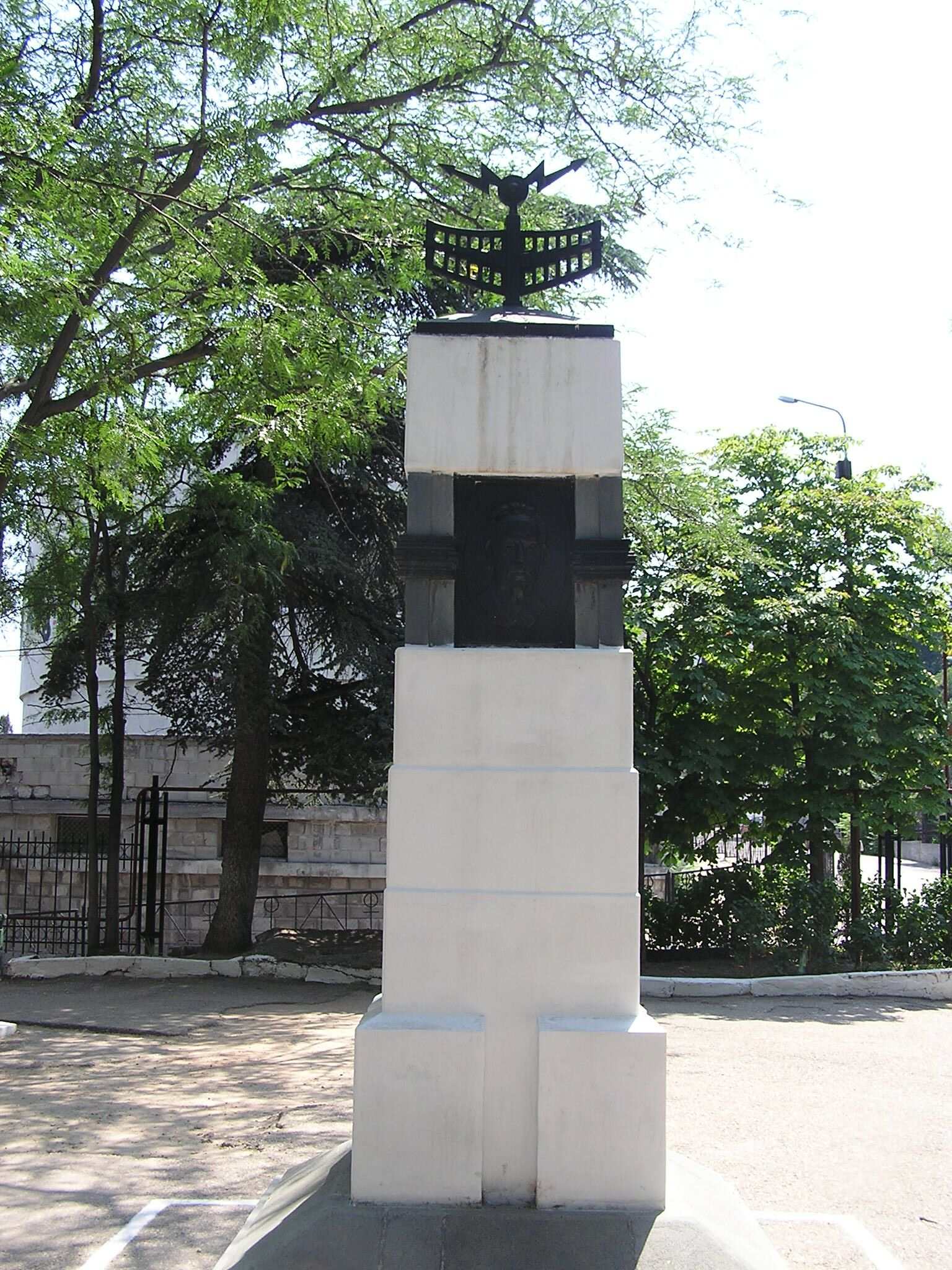
Памятник «В честь 100-летия изобретения радио А. С. Поповым».

Весной 2017 года благотворительный фонд «35-я береговая батарея» подписал с правительством Севастополя договор, согласно которому брал на себя обязанность полностью реконструировать за свой счёт знаковое для Севастополя место, состояние которого было плачевным. В ноябре 2018 года правительство Севастополя объявило о намерении разорвать договор в одностороннем порядке.. В сентябре 2019 года работы по реконструкции Матросского бульвара были возобновлены и 1 августа 2020 состоялось торжественное открытие Матросского бульвара.
На Матросском бульваре находятся два памятника:
- Памятник А. И. Казарскому и бригу «Меркурий»
- Памятник «В честь 100-летия изобретения радио А. С. Поповым» — в 1899 году с холма Радиогорка в Севастополе была установлена радиосвязь с кораблями Черноморского флота, которые дрейфовали в 14 км от берега.

## Интересные факты
На этом бульваре в 1854—1855 годах бывал Л. Н. Толстой, который описал его в одном из «Севастопольских рассказов» («Севастополь в мае»).

## Галерея

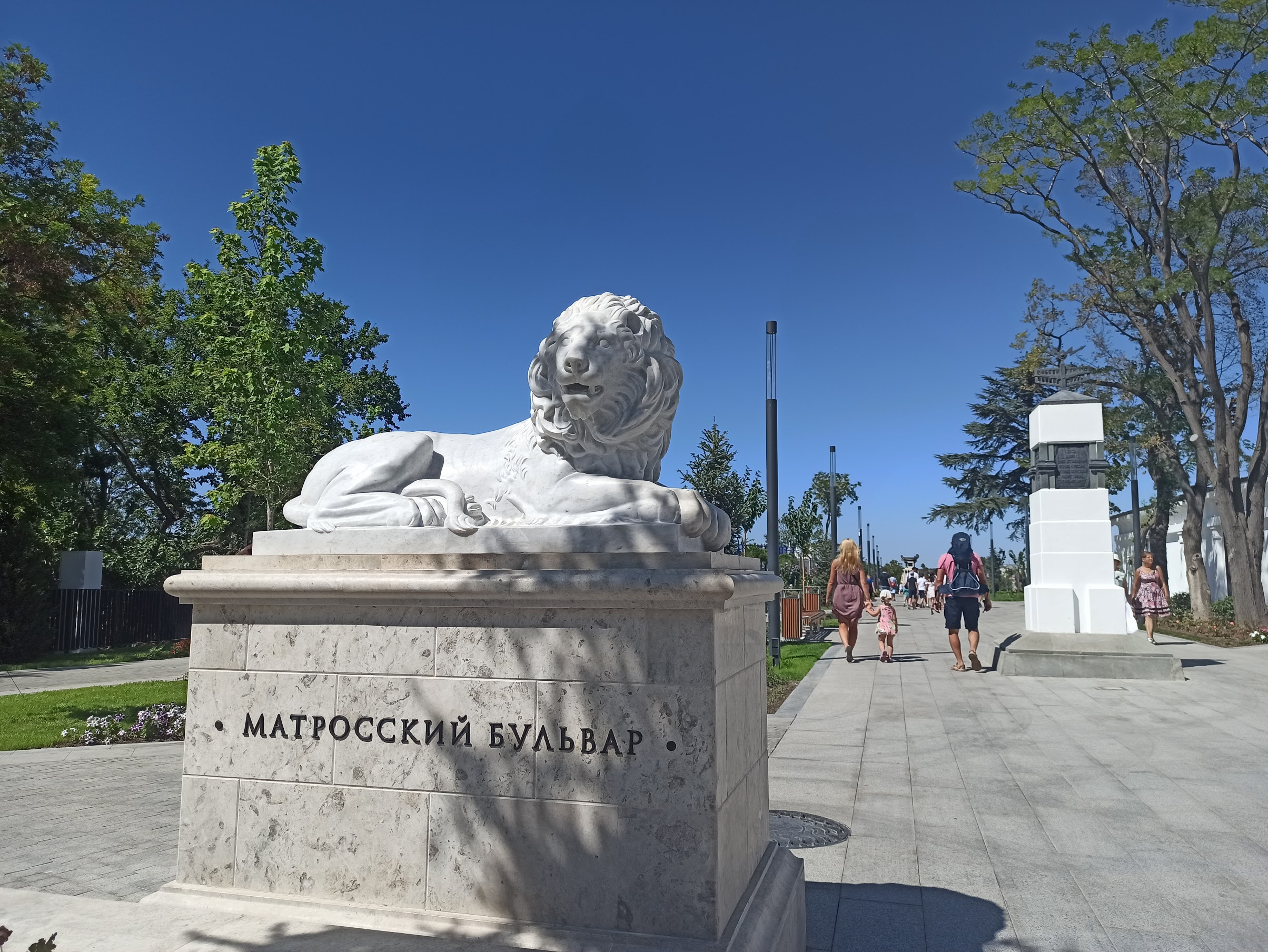
Лев у входа на Бульвар
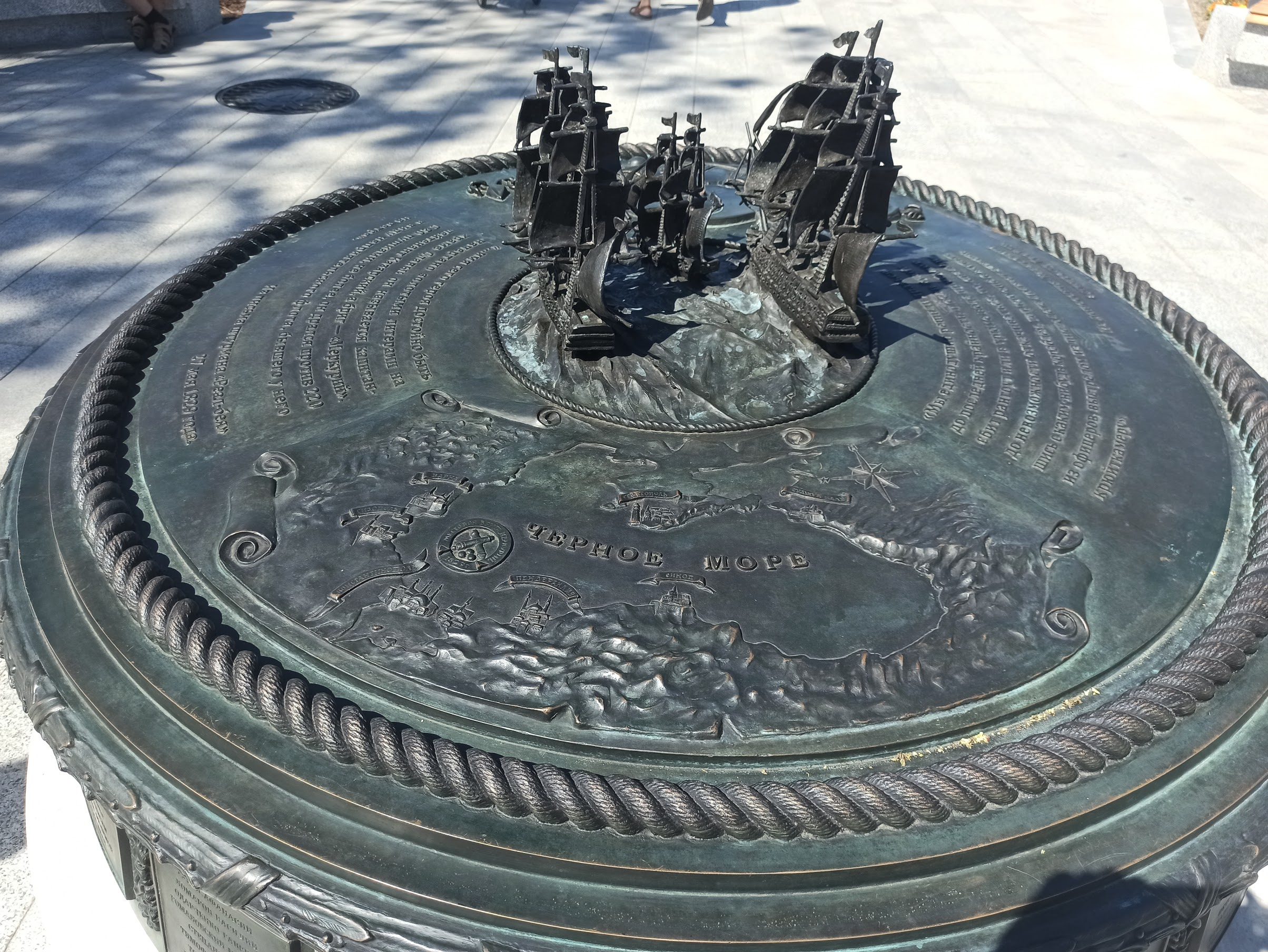
Памятный знак, посвященный подвигу брига «Меркурий»
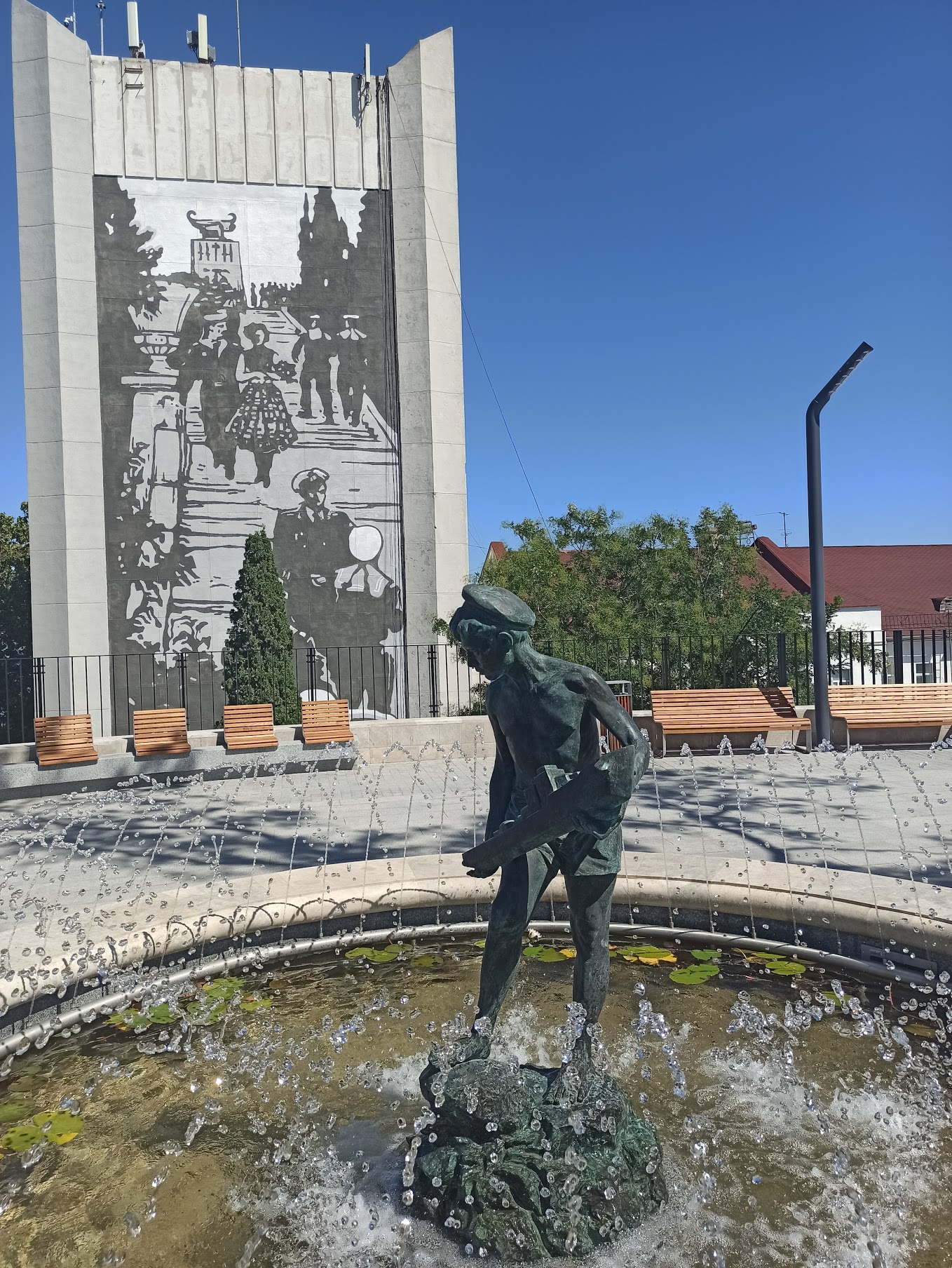
Мальчик с корабликом
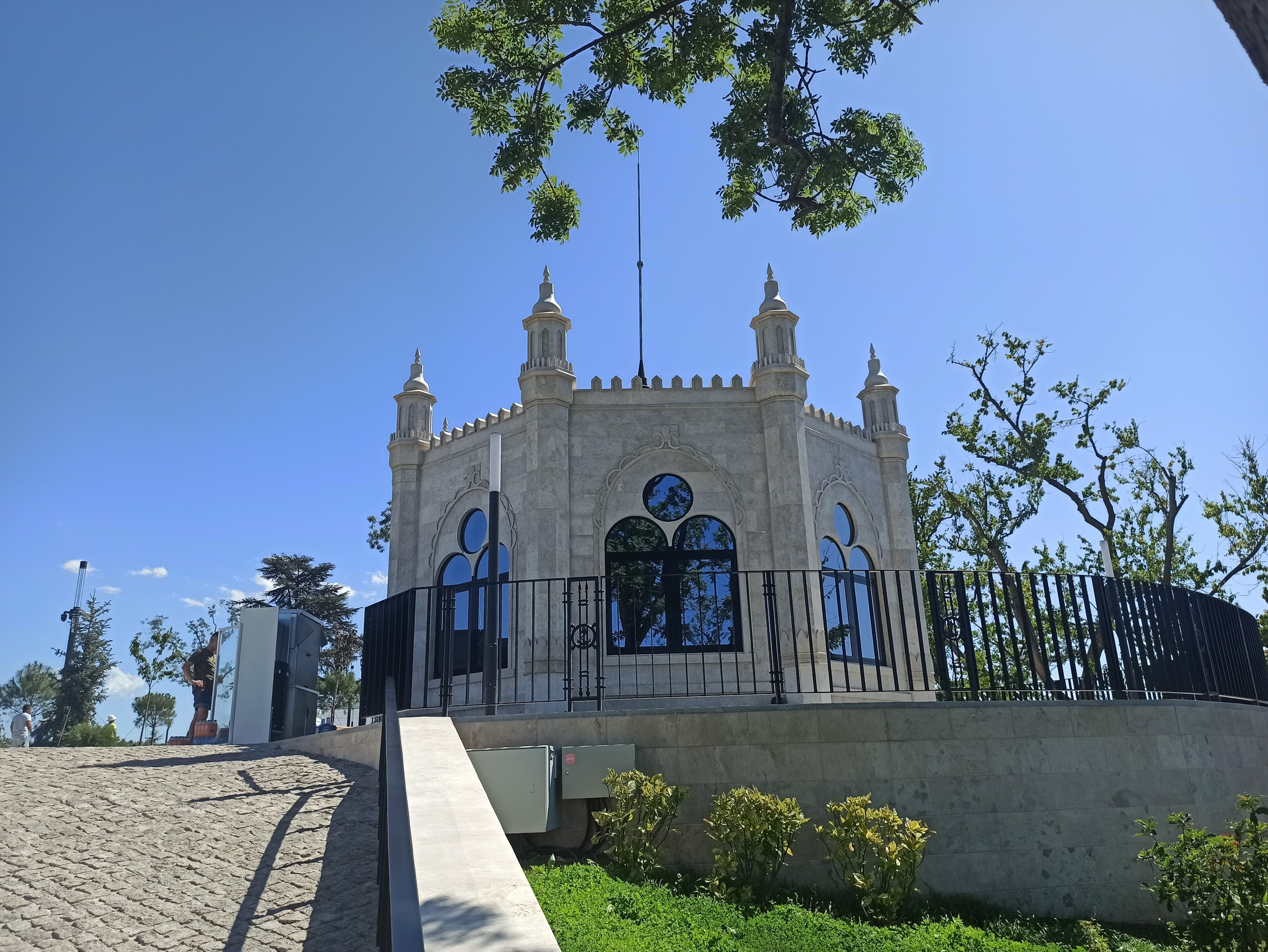
Мавританская Беседка